# 16802 Rainer
16802 Rainer (1997 SP3) là một tiểu hành tinh vành đai chính được phát hiện ngày 25 tháng 9 năm 1997 bởi E. Meyer ở Davidschlag Observatory, Linz.